# Episodi di Shaman King (serie animata 2001)
Questa pagina contiene la lista degli episodi di Shaman King.
Durante la pubblicazione del manga fu prodotta una serie anime, diretta da Seiji Mizushima, co-produttore di TV Tokyo, Nihon Ad Systems e Xebec, e trasmessa su TV Tokyo. L'anime del 2001 differisce notevolmente dal manga.
I 64 episodi della serie furono trasmessi per la prima volta in Giappone dal 4 luglio 2001 al 25 settembre 2002 su TV Tokyo. 4Kids Entertainment ha acquisito i diritti per l'edizione inglese, diffusa al di fuori del Giappone, che presenta pesanti censure e riadattamenti per un pubblico più infantile.
In Italia venne trasmessa su Italia 1 dal 29 agosto 2005, inizialmente il lunedì, mercoledì e venerdì all'ora di pranzo, ma con l'anno nuovo fu spostata tutti i sabati mattina a partire dal 14 gennaio 2006, finendo per concludersi il 1º aprile dello stesso anno.
La sigla è stata composta e cantata da Marco Masini.

## Lista episodi
| Nº | Titolo italiano Giapponese 「Kanji」 - Rōmaji - Traduzione letterale | In onda           | In onda           |
| Nº | Titolo italiano Giapponese 「Kanji」 - Rōmaji - Traduzione letterale | Giapponese        | Italiano          |
| 1  | La collina dei fantasmi 「幽霊と踊る少年」 - Yūrei to odoru shōnen – "Un ragazzo che balla con i fantasmi" | 4 luglio 2001     | 29 agosto 2005    |
| 1  | Manta Oyamada incontra in un cimitero un ragazzo, Yoh Asakura, che conversa con i fantasmi. Quando racconta quello che è successo a scuola, nessuno gli crede, considerando che Manta è un grande appassionato delle storie di fantasmi. Dopo che Yoh è apparso anche nella sua classe, Manta inizia a indagare su di lui, ma si mette nei guai quando viene catturato dalla banda di Ryu. Riceverà un aiuto inaspettato da Yoh, che non è altro che uno sciamano. |                   |                   |
| 2  | Spirito custode 「待つサムライ」 - Matsu samurai – "Aspettando il samurai" | 11 luglio 2001    | 31 agosto 2005    |
| 2  | Yoh sta cercando uno spirito custode e la sua scelta ricade su Amidamaru, il samurai di 600 anni. Amidamaru, d'altra parte, non vuole lasciare la sua tomba finché non incontra un suo vecchio amico, Mosuke, e riprendere la spada della Luce. Yoh e Manta vanno in un museo per la spada e l'anima di Mosuke. Alla fine Amidamaru decide di seguire Yoh. |                   |                   |
| 3  | Il rivale 「もう一人のシャーマン」 - Mō hitori no Shāman – "Un altro sciamano" | 18 luglio 2001    | 2 settembre 2005  |
| 4  | Antefatti 「憑依100」 - Hyōi hyaku – "Hyoi 100%" | 25 luglio 2001    | 5 settembre 2005  |
| 5  | Nuovo corso 「おシャマなシャーマン」 - Oshama na Shāman – "Uno sciamano che è maturo per la sua età" | 1º agosto 2001    | 7 settembre 2005  |
| 6  | Il maestro di kung fu 「カンフーマスター」 - Kan Fū Masutā – "Maestro di kung fu" | 8 agosto 2001     | 9 settembre 2005  |
| 7  | Un piccolo eroe 「パイロン怒りの一発」 - Pairon ikari no ippatsu – "I pugni di rabbia di Pai-Long" | 15 agosto 2001    | 12 settembre 2005 |
| 8  | Apprendista sciamano 「シャーマンライフ」 - Shāman Raifu – "Vita da sciamano" | 22 agosto 2001    | 14 settembre 2005 |
| 9  | Il ragazzo venuto dal nord 「北の国から来た少年」 - Kita no kuni kara kita shōnen – "Il ragazzo del nord" | 29 agosto 2001    | 16 settembre 2005 |
| 10 | La lucertola spettro 「因縁600年」 - Innen rokupyaku-nen – "Destino di 600 anni" | 5 settembre 2001  | 19 settembre 2005 |
| 11 | L'infame Tokageroh 「春にふる雨」 - Haru ni furu ame – "Pioggia che cade in primavera" | 12 settembre 2001 | 21 settembre 2005 |
| 12 | Un nuovo sciamano 「始まりを告げる星」 - Hajimari wo tsugeru hoshi – "La stella che segnala l'inizio" | 19 settembre 2001 | 23 settembre 2005 |
| 13 | La stella del destino 「オーバーソウル」 - Ōbā Sōru – "Over Soul" | 26 settembre 2001 | 26 settembre 2005 |
| 14 | Amico avversario 「シャーマンファイト」 - Shāman Faito – "La lotta dello sciamano" | 3 ottobre 2001    | 28 settembre 2005 |
| 15 | Il mio nome è Faust 「ボーン·キラーズ」 - Bōn Kirāzu – "Ossa assassine" | 10 ottobre 2001   | 30 settembre 2005 |
| 16 | Ossa nemiche 「ファウスト·ラヴ」 - Fausuto Ravu – "L'amore di Faust" | 17 ottobre 2001   | 3 ottobre 2005    |
| 17 | La partenza 「ベストプレイス二人旅」 - Besuto Pureisu futari tabi – "Il viaggio di due persone nel posto migliore" | 24 ottobre 2001   | 5 ottobre 2005    |
| 18 | Una brusca accoglienza 「よう」 - Yō – "Yoh" | 31 ottobre 2001   | 7 ottobre 2005    |
| 19 | Yoh contro Ren 「2人のビッグソウル」 - Futari no Biggu Sōru – "Le 2 grandi anime" | 7 novembre 2001   | 10 ottobre 2005   |
| 20 | Il pareggio 「ソウル摩多霊園」 - Sōru Mata reien – "Il cimitero di Soul Mata" | 14 novembre 2001  | 12 ottobre 2005   |
| 21 | Il richiamo dell'avventura 「ビリーブ」 - Birību – "Credere" | 21 novembre 2001  | 14 ottobre 2005   |
| 22 | Nella tana del lupo 「オレたちの必殺技」 - Oretachi no hissatsu waza – "I nostri colpi mortali" | 28 novembre 2001  | 17 ottobre 2005   |
| 23 | Lotta in famiglia 「蘇る娘娘道士」 - Yomigaeru Nyan Nyan dōshi – "Nyan Nyan Doushi risvegliato" | 5 dicembre 2001   | 19 ottobre 2005   |
| 24 | Una nuova dinastia 「不死身の道円」 - Fujimi no Tao En – "L'invincibile Tao En" | 12 dicembre 2001  | 21 ottobre 2005   |
| 25 | L'attesa 「シャーマンへの旅」 - Shāman e no tabi – "Il viaggio di uno sciamano" | 19 dicembre 2001  | 24 ottobre 2005   |
| 26 | Atterraggio di fortuna 「ビッグ·アメリカ」 - Biggu Amerika – "Big America" | 26 dicembre 2001  | 26 ottobre 2005   |
| 27 | Il rabdomante 「ダウジング·レボリューション」 - Daujingu Reboryūshon – "Rivoluzione rabdomante" | 9 gennaio 2002    | 28 ottobre 2005   |
| 28 | Una storia triste 「リゼルグリベンジャー」 - Rizerugu Ribenjā – "La vendetta di Lyserg" | 16 gennaio 2002   | 31 ottobre 2005   |
| 29 | La forza della natura 「メラ根性」 - Mera konjō – "Super fegato" | 23 gennaio 2002   | 2 novembre 2005   |
| 30 | Il furto della campanella dell'oracolo 「うばわれたオラクルベル」 - Ubawareta Orakuru Beru – "La campana dell'oracolo rubata" | 30 gennaio 2002   | 4 novembre 2005   |
| 31 | La città fantasma 「精霊の森」 - Seirei no mori – "Foresta degli spiriti" | 6 febbraio 2002   | 7 novembre 2005   |
| 32 | L'incendio nella foresta 「ホロホロ苦い友の味」 - Horohoro nigai tomo no aji – "Il gusto di Horohoro per un'amicizia amara" | 13 febbraio 2002  | 9 novembre 2005   |
| 33 | La rivelazione 「ひみつな麻倉」 - Himitsu na Asakura – "Il misterioso Asakura" | 20 febbraio 2002  | 11 novembre 2005  |
| 34 | Agguato alle terme 「アメリカ温泉」 - Amerika onsen – "Sorgenti termali americane" | 27 febbraio 2002  | 14 novembre 2005  |
| 35 | L'attacco del vampiro 「吸血鬼伝説」 - Kyūketsuki densetsu – "La leggenda del vampiro" | 6 marzo 2002      | 16 novembre 2005  |
| 36 | Nemici alati 「天使のピストル」 - Tenshi no Pisutoru – "Pistola d'angelo" | 13 marzo 2002     | 18 novembre 2005  |
| 37 | Un nuovo acquisto 「ジョーダンキング」 - Jōdan Kingu – "Re scherzo" | 20 marzo 2002     | 21 novembre 2005  |
| 38 | I cinque grandi capi 「セミノアの伝承歌」 - Seminoa no denshōka – "La leggenda di Seminoa" | 27 marzo 2002     | 25 novembre 2005  |
| 39 | Tre ostacoli al femminile 「花組」 - Hanagumi – "Squadra Flower" | 3 aprile 2002     | 28 novembre 2005  |
| 40 | Il potere del libro 「超·占事略決」 - Chō Senjiryakketsu – "Chou Senji Ryakketsu" | 10 aprile 2002    | 30 novembre 2005  |
| 41 | La rivincita 「爆れつオーバーソウル」 - Baretsu Ōbā Sōru – "Over Soul esplosive" | 17 aprile 2002    | 2 dicembre 2005   |
| 42 | Il doppio mezzo 「スピリットオブソード」 - Supiritto Obu Sōdo – "Spirit of Sword" | 24 aprile 2002    | 5 dicembre 2005   |
| 43 | Un nuovo Lyserg 「神々の闘い」 - Kamigami no tatakai – "Battaglia degli dei" | 1º maggio 2002    | 9 dicembre 2005   |
| 44 | La squadra di ghiaccio 「もうひとふんばり」 - Mō hito funbari – "Ancora una spinta" | 8 maggio 2002     | 12 dicembre 2005  |
| 45 | Dobie Village 「グレートスピリッツ」 - Gurēto Supirittsu – "Grandi spiriti" | 15 maggio 2002    | 14 dicembre 2005  |
| 46 | Affari di famiglia 「道(タオ)の亡霊」 - Tao no bōrei – "Lo spirito morto di Tao" | 22 maggio 2002    | 16 dicembre 2005  |
| 47 | Tempesta di sabbia 「メラ純情」 - Mera junjō – "Davvero ingenuo" | 29 maggio 2002    | 19 dicembre 2005  |
| 48 | La profezia 「ドラゴンの伝道師」 - Doragon no dendōshi – "Drago missionario" | 5 giugno 2002     | 21 dicembre 2005  |
| 49 | I gladiatori 「ドクタードクター」 - Dokutā Dokutā – "Dottore dottore" | 12 giugno 2002    | 23 dicembre 2005  |
| 50 | Cuori di tenebra 「オレの心にゃ闇がある」 - Ore no kokoro nya yami ga aru – "Ho un'oscurità nel mio cuore" | 19 giugno 2002    | 28 dicembre 2005  |
| 51 | I cattura spiriti 「シャーマンハント」 - Shāman Hanto – "Caccia allo sciamano" | 26 giugno 2002    | 30 dicembre 2005  |
| 52 | Il metodo del chicco di riso 「特訓だよ!?全員集合」 - Tokkun da yo!? Zenin shūgō – "Addestramento speciale!? Tutti si riuniscono" | 3 luglio 2002     | 14 gennaio 2006   |
| 53 | Lo stratagemma di Yoh 「バイバイ」 - Baibai – "Ciao ciao" | 10 luglio 2002    | 21 gennaio 2006   |
| 54 | La decisione di Lyserg 「8番目の天使」 - Hachi-banme no tenshi – "L'ottavo angelo" | 17 luglio 2002    | 28 gennaio 2006   |
| 55 | La trappola 「ゲートオブバビロン」 - Gēto Obu Babiron – "Cancello di Babilonia" | 24 aprile 2002    | 4 febbraio 2006   |
| 56 | La porta di Babilonia 「バビロンの扉」 - Babiron no tobira – "Porta di Babilonia" | 31 luglio 2002    | 11 febbraio 2006  |
| 57 | Il sentiero segreto 「シャーマンファイト終了?」 - Shāman Faito shūryō? – "La lotta dello sciamano finisce?" | 7 agosto 2002     | 18 febbraio 2006  |
| 58 | La foresta proibita 「炎上エンジェル」 - Enjō Enjeru – "Angelo fiammeggiante" | 14 agosto 2002    | 25 febbraio 2006  |
| 59 | Un'altra dimensione 「星の聖地」 - Hoshi no seichi – "Terra santa delle stelle" | 21 agosto 2002    | 4 marzo 2006      |
| 60 | L'unione fa la forza 「友達」 - Tomodachi – "Amico" | 28 agosto 2002    | 11 marzo 2006     |
| 61 | Lo scontro con Hao 「永遠にサヨナラ」 - Eien ni sayonara – "Addio eterno" | 4 settembre 2002  | 18 marzo 2006     |
| 62 | Rabbia e Furyoku 「DIE·激突!」 - Dai! Gekitotsu! – "Morire! Collisione!" | 11 settembre 2002 | 25 marzo 2006     |
| 63 | Il risveglio 「在るべき場所」 - Aru beki basho – "Un posto in cui appartengo" | 18 settembre 2002 | 1º aprile 2006    |
| 64 | Ritorno alla normalità 「エピローグ」 - Epirōgu – "Epilogo" | 25 settembre 2002 | 8 aprile 2006     |

## Home video

### Giappone
Gli episodi di Shaman King sono stati pubblicati per il mercato home video nipponico in edizione DVD dal 30 ottobre 2001 al 22 gennaio 2003.
| N° | Data              | Episodi | Fonte  |
| -- | ----------------- | ------- | ------ |
| 1  | 30 ottobre 2001   | 1-4     | [ 9 ]  |
| 2  | 29 novembre 2001  | 5-8     | [ 11 ] |
| 3  | 29 dicembre 2001  | 9-12    | [ 12 ] |
| 4  | 26 gennaio 2002   | 13-16   | [ 13 ] |
| 5  | 28 febbraio 2002  | 17-20   | [ 14 ] |
| 6  | 27 marzo 2002     | 21-24   | [ 15 ] |
| 7  | 24 aprile 2002    | 25-28   | [ 16 ] |
| 8  | 22 maggio 2002    | 29-32   | [ 17 ] |
| 9  | 26 giugno 2002    | 33-36   | [ 18 ] |
| 10 | 24 luglio 2002    | 37-40   | [ 19 ] |
| 11 | 22 agosto 2002    | 41-44   | [ 20 ] |
| 12 | 25 settembre 2002 | 45-48   | [ 21 ] |
| 13 | 23 ottobre 2002   | 49-52   | [ 22 ] |
| 14 | 22 novembre 2002  | 53-56   | [ 23 ] |
| 15 | 25 dicembre 2002  | 57-60   | [ 24 ] |
| 16 | 22 gennaio 2003   | 61-64   | [ 10 ] |

### Italia
In Italia a partire dal 2006 One Movie aveva iniziato a raccogliere la serie in DVD, fermandosi però all'episodio 16. I dischi comprendono due episodi ciascuno, presentati in versione televisiva e con doppiaggio in italiano e inglese.
Nell'ottobre 2006, il primo episodio fu distribuito in un DVD allegato al primo numero della rivista Jetix Magazine. La stessa cosa accadde in seguito con il secondo episodio, venduto in allegato al secondo numero uscito nel novembre dello stesso anno.
| N° | Data             | Episodi | Fonte |
| -- | ---------------- | ------- | ----- |
| 1  | 1º febbraio 2006 | 1-2     |       |
| 2  | 1º febbraio 2006 | 3-4     |       |
| 3  | 1º febbraio 2006 | 5-6     |       |
| 4  | 1º febbraio 2006 | 7-8     |       |
| 5  | 1º febbraio 2006 | 9-10    |       |
| 6  | 1º febbraio 2006 | 11-12   |       |
| 7  | 1º febbraio 2006 | 13-14   |       |
| 8  | 1º febbraio 2006 | 15-16   |       |